# Condado de Rowan (Carolina do Norte)
O Condado de Rowan é um dos 100 condados do estado americano da Carolina do Norte. A sede do condado é Salisbury, e sua maior cidade é Salisbury. O condado possui uma área de 1 357 km² (dos quais 32 km² estão cobertos por água), uma população de 130 340 habitantes, e uma densidade populacional de 98 hab/km² (segundo o censo nacional de 2000). O condado foi fundado em 1753.